# Seoce (Kakanj, BiH)
Seoce je naseljeno mjesto u općini Kakanj, Federacija Bosne i Hercegovine, BiH.

## Povijest
Tijekom bošnjačko-hrvatskog sukoba, poslije sloma slabo naoružanih i izoliranih mjesnih hrvatskih snaga 13. lipnja 1993. pripadnici Armije BiH opljačkali su i uništili područnu katoličku crkvu, a Hrvate katolike protjerali.

## Stanovništvo

### Popisi 1971. – 1991.
| Seoce              |              |              |              |
| godina popisa      | 1991.        | 1981.        | 1971.        |
| Hrvati             | 753 (85,76%) | 697 (85,52%) | 560 (81,99%) |
| Muslimani          | 93 (10,59%)  | 79 (9,69%)   | 123 (18,00%) |
| Srbi               | 1 (0,11%)    | 0            | 0            |
| Jugoslaveni        | 20 (2,27%)   | 31 (3,80%)   | 0            |
| ostali i nepoznato | 11 (1,25%)   | 8 (0,98%)    | 0            |
| ukupno             | 878          | 815          | 683          |

### Popis 2013.
| Seoce              |              |
| godina popisa      | 2013.        |
| Bošnjaci           | 108 (50,00%) |
| Hrvati             | 91 (42,13%)  |
| Srbi               | 0            |
| ostali i nepoznato | 17 (7,87%)   |
| ukupno             | 216          |

## Religija
U Poljanima je područna katolička crkva sv. Franje, te groblja u Kovčićima i Vodarićima.